# Verhandlungsfähigkeit (Deutschland)
Verhandlungsfähigkeit ist im deutschen Strafprozessrecht die Fähigkeit, in oder außerhalb der Verhandlung seine Interessen vernünftig wahrzunehmen, die Verteidigung in verständiger und verständlicher Weise zu führen, Prozesserklärungen abzugeben oder entgegenzunehmen.
Verhandlungsunfähigkeit ist ein Verfahrenshindernis, das zur Terminsverlegung, zur vorübergehenden Einstellung des Verfahrens nach § 205 StPO oder bei dauernder Verhandlungsunfähigkeit auch zur endgültigen Einstellung des Verfahrens führen (§ 206a StPO) kann. 
Das Vorliegen von Verhandlungsunfähigkeit ist nach den konkreten Umständen des Einzelfalls zu beurteilen; die Kriterien etwa für Prozessfähigkeit im Zivilprozessrecht oder Geschäftsfähigkeit im bürgerlichen Recht sind nicht heranzuziehen. Auch auf die Komplexität des Falls oder Einschränkungen der Sinneswahrnehmung (z. B. bei gehörlosen oder blinden Angeklagten) kommt es nicht an; derartige Defizite sind vielmehr über eine dann notwendige Pflichtverteidigung auszugleichen. Der Angeklagte muss vielmehr zum einen, soweit er im Rahmen des Strafverfahrens vernommen werden soll, vernehmungsfähig sein, das heißt, er muss über die, wenn auch nur ungefähre, notwendige Einsicht in die Prozesslage verfügen, was etwa bei schweren psychischen Erkrankungen ausgeschlossen sein kann. Zum anderen muss er, wenn eine Hauptverhandlung durchgeführt wird, in der Lage sein, den Gang der Hauptverhandlung wahrzunehmen, gedanklich einzuordnen und auf sie sachgerecht zu reagieren (sogenannte Hauptverhandlungsfähigkeit). Diese Fähigkeit kann nicht nur bei psychischen und geistigen Erkrankungen, sondern auch bei bestimmten körperlichen Erkrankungen fehlen.
Eine Sonderform der Verhandlungsunfähigkeit liegt dann vor, wenn der Angeklagte zwar die obengenannten Voraussetzungen erfüllt, die Durchführung der Hauptverhandlung für ihn aber mit einer schweren Gesundheitsgefährdung verbunden wäre (z. B. Gefahr eines Herzinfarkts während der Hauptverhandlung oder hohe Suizidgefährdung).
Als eingeschränkte Verhandlungsunfähigkeit wird ein Zustand bezeichnet, bei dem Maßnahmen ergriffen werden müssen. Solche Maßnahmen können z. B. ärztliche Aufsicht sein oder auch die Durchführung der Hauptverhandlung am Aufenthaltsort des Angeklagten, wenn dieser aufgrund seines Zustandes nicht reisefähig ist. Allerdings ist das Hauptverfahren auch in solchen Fällen einzustellen, wenn aufgrund der notwendigen Maßnahmen eine einigermaßen konzentrierte Durchführung des Hauptverfahrens unmöglich wird oder (z. B. bei progredient verlaufenden Erkrankungen) bereits im Vorfeld feststeht, dass der Angeklagte noch während der Hauptverhandlung dauerhaft verhandlungsunfähig wird.
Da das vorsätzliche Herbeiführen der Verhandlungsunfähigkeit seit jeher eine beliebte Strategie ist, um einen Strafprozess hinauszuzögern oder ganz zu verhindern, enthält § 231a StPO für den Fall, dass die so verschuldete Verhandlungsunfähigkeit vor der vollständigen Vernehmung über die Anklage eintritt, die Ermächtigung des Gerichts, die Hauptverhandlung nach Hinzuziehung eines Sachverständigengutachtens ausnahmsweise in Abwesenheit des Angeklagten durchzuführen; der Angeklagte muss vorher gehört werden. Als vorsätzliches Herbeiführen kommt dabei jedes denkbare Verhalten in Betracht, das zur Verschlechterung des Gesundheitszustands führt, z. B. Selbstverletzung, Einnahme von Medikamenten oder Rauschmitteln, Hungerstreik, eigenmächtiges Absetzen bereits verordneter Medikamente oder Abbrechen einer bereits begonnenen ärztlichen Behandlung. Notwendig ist Vorsatz hinsichtlich des Eintritts der Verhandlungsunfähigkeit, bedingter Vorsatz reicht aus. Schuldunfähigkeit des Angeklagten schließt Vorsatz und damit eine Verantwortlichkeit aus. Der Angeklagte muss weiterhin zumindest vernehmungsfähig sein, damit er sich zur Anklage äußern kann; eine Bewusstlosigkeit oder eine ähnlich schwere Gesundheitsstörung, die zur Vernehmungsunfähigkeit führt, schließt das Verfahren nach § 231a StPO aus. Hat der Angeklagte in so einem Fall keinen Verteidiger, bestellt das Gericht für ihn einen Pflichtverteidiger. Bei einer nicht vorsätzlichen Herbeiführung der Verhandlungsunfähigkeit besteht für den Angeklagten indes keine Verpflichtung, an der Besserung seiner Gesundheit mit dem Ziel der Wiederherstellung der Verhandlungsfähigkeit mitzuwirken, eine wie auch immer geartete Therapiepflicht kennt das Strafprozessrecht nicht. In der Rechtsprechung umstritten ist allerdings, ob die Besserung der Gesundheit des Angeklagten durch die Verhängung von Untersuchungshaft erzwungen werden kann.